# Coupe Hlinka-Gretzky
La Coupe Hlinka-Gretzky (également connu sous le nom de la Coupe du monde junior moins de 18 ans, la Coupe Pacifique, Coupe des Nations, Mémorial Ivan Hlinka) est un événement annuel de hockey sur glace qui se déroule au mois d'août pour les sélections nationales moins de 18 ans.
Contrairement au Championnat du monde moins de 18 ans, ce tournoi n'est pas organisé par la Fédération internationale de hockey sur glace.
Ce tournoi est nommé en l'honneur d'Ivan Hlinka à la suite de son décès en 2004.
Pour les éditions de 2017 à 2022, les fédérations tchèque et slovaque s'entendent avec Hockey Canada pour partager l'organisation du tournoi, les Canadiens accueillent l'événement les années paires. En 2018, le tournoi est renommé Coupe Hlinka-Gretzky en l'honneur de Hlinka et Wayne Gretzky.

## Format du tournoi
Le nombre maximum de joueurs sur une liste est de vingt-cinq, ce qui signifie que les équipes peuvent aligner vingt-trois patineurs et deux gardiens de but.
La Coupe Hlinka Gretzky est systématiquement divisée en deux groupes de quatre équipes. Les deux meilleures équipes de chaque groupe s'affronteront dans les rondes de médailles, tandis que les équipes classées troisième et quatrième de chaque groupe s'affronteront dans des éliminatoires par position.
Le gagnant de chaque match reçoit trois points. Le perdant n'a aucun point. En cas d'égalité, les deux équipes obtiennent un point. Le vainqueur en prolongation ou aux tirs au but reçoit un autre point. Pendant les tours préliminaires, si le match était toujours à égalité, il y a une prolongation à 3 contre 3 pendant 5 minutes avec une séance de tirs au but à 5 joueurs. Lors des matchs éliminatoires (demi-finale, match pour la médaille de bronze), si le match était toujours à égalité, il y aurait une prolongation de 10 minutes se jouant à 3 contre 3, avec une séance de tirs au but à 5 joueurs. Lors du match pour la médaille d'or, la prolongation se jouerait à 3 contre 3 jusqu'au premier « but en or ».

## Résultats
| Année | Or                                                       | Argent                                                   | Bronze                                                   | Ville(s) organisatrice(s)         |
| ----- | -------------------------------------------------------- | -------------------------------------------------------- | -------------------------------------------------------- | --------------------------------- |
| 1991  | Union soviétique                                         | Canada                                                   | États-Unis                                               | Sapporo / Yokohama                |
| 1992  | Canada                                                   | Russie                                                   | Japon                                                    | Tokyo                             |
| 1993  | Russie                                                   | États-Unis                                               | Canada                                                   | Yokohama                          |
| 1994  | Canada                                                   | États-Unis                                               | Russie                                                   | Mexico                            |
| 1995  | Russie                                                   | Canada                                                   | États-Unis                                               | Yokohama                          |
| 1996  | Canada                                                   | États-Unis                                               | Finlande                                                 | Nelson / Castlegar                |
| 1997  | Canada                                                   | Tchéquie                                                 | Slovaquie                                                | Jihlava, Žďár nad Sázavou, Znojmo |
| 1998  | Canada                                                   | Tchéquie                                                 | Slovaquie                                                | Bratislava                        |
| 1999  | Canada                                                   | États-Unis                                               | Tchéquie                                                 | Havlíčkův Brod, Třebíč, Znojmo    |
| 2000  | Canada                                                   | États-Unis                                               | Tchéquie                                                 | Kežmarok                          |
| 2001  | Canada                                                   | Tchéquie                                                 | Russie                                                   | Kolín, Mladá Boleslav, Nymburk    |
| 2002  | Canada                                                   | Tchéquie                                                 | Russie                                                   | Břeclav / Piešťany                |
| 2003  | États-Unis                                               | Russie                                                   | Tchéquie                                                 | Břeclav / Piešťany                |
| 2004  | Canada                                                   | Tchéquie                                                 | Suède                                                    | Břeclav, Hodonín / Piešťany       |
| 2005  | Canada                                                   | Tchéquie                                                 | Finlande                                                 | Břeclav / Piešťany                |
| 2006  | Canada                                                   | États-Unis                                               | Russie                                                   | Břeclav / Piešťany                |
| 2007  | Suède                                                    | Finlande                                                 | Russie                                                   | Hodonín / Piešťany                |
| 2008  | Canada                                                   | Russie                                                   | Suède                                                    | Hodonín / Piešťany                |
| 2009  | Canada                                                   | Russie                                                   | Suède                                                    | Břeclav, Hodonín / Piešťany       |
| 2010  | Canada                                                   | États-Unis                                               | Suède                                                    | Břeclav / Piešťany                |
| 2011  | Canada                                                   | Suède                                                    | Russie                                                   | Břeclav / Piešťany                |
| 2012  | Canada                                                   | Finlande                                                 | Suède                                                    | Břeclav / Piešťany                |
| 2013  | Canada                                                   | États-Unis                                               | Tchéquie                                                 | Břeclav / Piešťany                |
| 2014  | Canada                                                   | Tchéquie                                                 | États-Unis                                               | Břeclav / Piešťany                |
| 2015  | Canada                                                   | Suède                                                    | Russie                                                   | Břeclav / Bratislava              |
| 2016  | Tchéquie                                                 | États-Unis                                               | Russie                                                   | Břeclav / Bratislava              |
| 2017  | Canada                                                   | Tchéquie                                                 | Suède                                                    | Břeclav / Bratislava              |
| 2018  | Canada                                                   | Suède                                                    | Russie                                                   | Edmonton, Red Deer                |
| 2019  | Russie                                                   | Canada                                                   | Suède                                                    | Břeclav / Piešťany                |
| 2020  | Compétition annulée en raison de la pandémie de Covid-19 | Compétition annulée en raison de la pandémie de Covid-19 | Compétition annulée en raison de la pandémie de Covid-19 | Edmonton, Red Deer                |
| 2021  | Russie                                                   | Slovaquie                                                | Suède                                                    | Břeclav / Piešťany                |
| 2022  | Canada                                                   | Suède                                                    | Finlande                                                 | Red Deer                          |
| 2023  | Canada                                                   | Tchéquie                                                 | États-Unis                                               | Břeclav / Trenčín                 |
| 2024  | Canada                                                   | Tchéquie                                                 | Suède                                                    | Edmonton                          |

## Meilleurs pointeurs
Cette section présente le ou les joueurs ayant inscrit le plus de points chaque année,.
| Année | Joueur                                                   | Nation                                                   | PJ                                                       | B                                                        | A                                                        | Pts                                                      | Réf.                                                     |
| ----- | -------------------------------------------------------- | -------------------------------------------------------- | -------------------------------------------------------- | -------------------------------------------------------- | -------------------------------------------------------- | -------------------------------------------------------- | -------------------------------------------------------- |
| 2003  | Jarmo Jokila (en)                                        | Finlande                                                 | 5                                                        | 5                                                        | 5                                                        | 10                                                       | [ 7 ]                                                    |
| 2004  | Andrew Cogliano                                          | Canada                                                   | 5                                                        | 4                                                        | 5                                                        | 9                                                        | [ 8 ]                                                    |
| 2005  | Jonathan Toews                                           | Canada                                                   | 5                                                        | 5                                                        | 3                                                        | 8                                                        | [ 9 ]                                                    |
| 2005  | Zach Hamill                                              | Canada                                                   | 5                                                        | 5                                                        | 3                                                        | 8                                                        | [ 9 ]                                                    |
| 2005  | Michael Forney                                           | États-Unis                                               | 5                                                        | 5                                                        | 3                                                        | 8                                                        | [ 9 ]                                                    |
| 2006  | Aleksandr Vassiliev                                      | Russie                                                   | 4                                                        | 5                                                        | 2                                                        | 7                                                        | [ 10 ]                                                   |
| 2007  | Philip McRae (en)                                        | États-Unis                                               | 3                                                        | 4                                                        | 2                                                        | 6                                                        | [ 11 ]                                                   |
| 2007  | Magnus Pääjärvi                                          | Suède                                                    | 4                                                        | 2                                                        | 4                                                        | 6                                                        | [ 11 ]                                                   |
| 2008  | Magnus Pääjärvi                                          | Suède                                                    | 4                                                        | 3                                                        | 6                                                        | 9                                                        | [ 12 ]                                                   |
| 2009  | Tyler Seguin                                             | Canada                                                   | 4                                                        | 4                                                        | 6                                                        | 10                                                       | [ 13 ]                                                   |
| 2010  | Joachim Nermark (en)                                     | Suède                                                    | 5                                                        | 5                                                        | 6                                                        | 11                                                       | [ 14 ]                                                   |
| 2011  | Teuvo Teräväinen                                         | Finlande                                                 | 5                                                        | 4                                                        | 6                                                        | 10                                                       | [ 15 ]                                                   |
| 2012  | Nathan MacKinnon                                         | Canada                                                   | 5                                                        | 5                                                        | 6                                                        | 11                                                       | [ 16 ]                                                   |
| 2013  | Spencer Watson                                           | Canada                                                   | 5                                                        | 4                                                        | 6                                                        | 10                                                       | [ 17 ]                                                   |
| 2014  | Tommy Novak                                              | États-Unis                                               | 5                                                        | 5                                                        | 6                                                        | 11                                                       | [ 18 ]                                                   |
| 2015  | Kailer Yamamoto                                          | États-Unis                                               | 4                                                        | 4                                                        | 3                                                        | 7                                                        | [ 19 ]                                                   |
| 2015  | Casey Mittelstadt                                        | États-Unis                                               | 4                                                        | 3                                                        | 4                                                        | 7                                                        | [ 19 ]                                                   |
| 2016  | Alexander Chmelevski (en)                                | États-Unis                                               | 5                                                        | 5                                                        | 5                                                        | 10                                                       | [ 20 ]                                                   |
| 2017  | Dmitry Zavgorodniy (en)                                  | Russie                                                   | 5                                                        | 5                                                        | 5                                                        | 10                                                       | [ 21 ]                                                   |
| 2018  | Vassili Podkolzine                                       | Russie                                                   | 5                                                        | 8                                                        | 3                                                        | 11                                                       | [ 22 ]                                                   |
| 2018  | Alexis Lafrenière                                        | Canada                                                   | 5                                                        | 5                                                        | 6                                                        | 11                                                       | [ 22 ]                                                   |
| 2019  | Cole Perfetti                                            | Canada                                                   | 5                                                        | 8                                                        | 4                                                        | 12                                                       | [ 23 ]                                                   |
| 2020  | Compétition annulée en raison de la pandémie de Covid-19 | Compétition annulée en raison de la pandémie de Covid-19 | Compétition annulée en raison de la pandémie de Covid-19 | Compétition annulée en raison de la pandémie de Covid-19 | Compétition annulée en raison de la pandémie de Covid-19 | Compétition annulée en raison de la pandémie de Covid-19 | Compétition annulée en raison de la pandémie de Covid-19 |
| 2021  | Matvei Michkov                                           | Russie                                                   | 5                                                        | 8                                                        | 5                                                        | 13                                                       | [ 24 ]                                                   |
| 2022  | Calum Ritchie                                            | Canada                                                   | 5                                                        | 4                                                        | 6                                                        | 10                                                       | [ 25 ]                                                   |
| 2023  | Berkly Catton                                            | Canada                                                   | 5                                                        | 8                                                        | 2                                                        | 10                                                       | [ 26 ]                                                   |
| 2023  | Trevor Connelly                                          | États-Unis                                               | 5                                                        | 5                                                        | 5                                                        | 10                                                       | [ 26 ]                                                   |
| 2023  | Adam Benák                                               | Tchéquie                                                 | 5                                                        | 2                                                        | 8                                                        | 10                                                       | [ 26 ]                                                   |
| 2024  | Viktor Klingsell                                         | Suède                                                    | 5                                                        | 4                                                        | 8                                                        | 12                                                       | [ 27 ]                                                   |

Les résultats avant 2003 ne sont pas inscrits, puisque les statistiques sur Elite prospects ne semblent pas exhaustifs et on ne peut pas valider les résultats sur QuantHockey avant 2003.

## Autres statistiques notables
- Plus de parties jouées en carrière :  Adam Jecho (14)[28]
- Plus de points en carrière :  Adam Benák (21)[28]
- Plus de buts marqués en carrière :  Jeff Friesen,  Sergei Samsonov et  Sergei Krivokrasov (9)[28]
- Plus de passes en carrière :  Adam Benák (15)[28]